# Simon Okker
Simon Okker (Amsterdam, 1 juni 1881 - Auschwitz, 6 maart 1944) was een Nederlands schermer.
Okker was van joodse komaf. Hij nam deel aan de Olympische Zomerspelen in 1906 en 1908. Okker kwam in de Tweede Wereldoorlog om in concentratiekamp Auschwitz.
Hij is de grootvader van de tennisser Tom Okker (1944).